# Синяя лысушка
Синяя лысушка (лат. Amaurospiza concolor) — вид птиц из семейства кардиналовых (Cardinalidae). Выделяют два подвида. Представители вида распространены в Мексике и Центральной Америке.

## Описание
Синяя лысушка достигает длины 11,5—14 см и массы от 12 до 15 г. Выражен половой диморфизм. У взрослых самцов тело и кроющие перья крыльев сланцево-голубые, в то время как маховые перья чёрные со сланцево-голубой окантовкой. Хвостовые перья черноватые. Боковые стороны лица, кроющие перья ушей и горло черноватые. Радужная оболочка коричневая или тёмно-коричневая. Клюв тёмно-серый, конечная треть подклювья беловатая. Ноги тёмно-серые. У самок верхняя часть тела коричневатая, а нижняя — охристо-рыжеватая. Маховые перья тёмно-коричневые.

## Места обитания
Синяя лысушка обитает в просветах и на опушках лесов, особенно влажных горных лесов и вторичных лесов. Почти всегда встречается на участках с бамбуком. В частности, в Коста-Рике распространение синей лысушки ограничено зарослями Chusquea sp. на средних и больших высотах над уровнем моря.

## Питание
Синяя лысушка добывает пищу в подлеске, на высоте 3—12 м над землей. Питается семенами и побегами бамбука и членистоногими. В отсутствие цветущего бамбука переходит на питание листьями (например, рода Chusquea sp.), предпочитая более зелёные.

## Размножение
Биология размножения практически не исследована. Сезон размножения в Коста-Рике продолжается с мая по сентябрь. Описано только одно гнездо, обнаруженное в Мексике в развилке тонкой ветви Lantana sp. на высоте 2,4 м над землей. Гнездо представляло собой маленькую чашечку, полностью сделанную из растительного материала, с внешней стороной из грубой травы, сплетенной вокруг развилок поддерживающей его ветви, и лотком, выстланным тонкими травяными волокнами. Внешний диаметр гнезда составлял 80 мм при высоте 55 мм; чашечка была диаметром 50 мм и глубиной 40 мм. В кладке два бледно-голубых яйца без пятен и точек.

## Подвиды
Выделяют два подвида:
- Amaurospiza concolor relicta (Griscom, 1934) — юго-запад Мексики
- Amaurospiza concolor concolor Cabanis, 1861 — юг Мексики, Белиз, от Гондураса до Панамы